# Letis lignitis
Letis lignitis là một loài bướm đêm trong họ Erebidae.